# Kosobudno
Kosobudno – przepływowe jezioro rynnowe w Polsce, położone w województwie pomorskim, w powiecie chojnickim, w gminie Brusy, w mezoregionie Bory Tucholskie, w kompleksie leśnym Bory Tucholskie.

## Charakterystyka
Akwen jeziora jest połączony rynną Brdy z jeziorem Dybrzyk i poprzez wąską strugę z jeziorem Trzemeszno. Prowadzi tędy również "Szlak kajakowy rzeki Brdy".

## Dane morfometryczne
Powierzchnia całkowita: 56,07 ha, maksymalna głębokość: 8 m. Wysokość: 119 m n.p.m.